# عمر بن قاسم بن محمد بن علي الأنصاري
عمر بن قاسم بن محمد بن علي الأنصاري النشَّار، سراج الدين أبو حفص، قال خير الدين الزركلي: «والنشار حرفته».
وتكمن أهمية العلم في كونه من العلماء المكثرين من التأليف في علوم القرآن، وكذلك تميز وبروز أحد تلاميذه وهو الشهاب القسطلاني شارح صحيح البخاري، وتعدد البيئات العلمية التي ارتحل إليها؛ فقد تتلمذ على علماء مصر، ورحل إلى الحرمين وكذلك بيت المقدس.
لم تذكر المصادر شيئاً عن تاريخ ميلاد عمر بن قاسم الأنصاري، وأما عن نشأته العلمية؛ فقد قرأ القراءات السبع على علي الخباز، والشَّمْس بن الحمصاني والسيد الطباطبي وغيرهم وأخذ الإجازة منهم، ثم تصدى لتعليم الأطفال مدة من الزمان، وكان أحد أشهر تلاميذه الشهَاب القسطلانِي شارح صحيح البخاري، كما أن عمر النشار قد حج وجاور بالمدينة مرات متعددة، وزار القدس والخليل عدة مرات.
ومن مؤلفاته: الوجوه النيرة في قراءة العشرة، والقطر المصري في قراءة أبي عمرو البصري، والبدور الزاهرة في القراءات العشر المتواترة.
توفي عمر بن قاسم الأنصاري سنة 938هـ.

## اسمه ونسبه
سراج الدين أبو حفص عمر بن قاسم بن محمد بن علي الأنصاري النشَّار، قال خير الدين الزركلي: «والنشار حرفته».

## مولده ونشأته العلمية
لم تذكر المصادر شيئاً عن تاريخ ميلاد عمر بن قاسم الأنصاري، وأما عن نشأته العلمية؛ فقد قرأ القراءات السبع على علي الخباز، والشَّمْس بن الحمصاني والسيد الطباطبي وغيرهم وأخذ الإجازة منهم، ثم تصدى لتعليم الأطفال مدة من الزمان، وكان أحد أشهر تلاميذه الشهَاب القسطلانِي شارح صحيح البخاري، كما أن عمر النشار قد حج وجاور بالمدينة مرات متعددة، وزار القدس والخليل عدة مرات.

## شيوخه
1/ محمد بن أبي بكر بن محمد المنوفي.
2/ علي بن عبد الله بن عبد القادر البحيري.
3/ أحمد بن أسد بن عبد الواحد الأميوطي.
4/ محمد بن موسى بن عمران الغزي.
5/ علي الخباز.

## تلاميذه
1/ أحمد بن محمد القسطلاني.
2/ علي بن عبد المحسن الأخطابي.
3/ محمد بن عبد الله المكي.
4/ أحمد بن حمزة القلعي الحلبي.

## فضله ومكانته
1/ قال شمس الدين السخاوي: «عمر بن قاسم الأنصاري المصري الشافعي المقرئ ويعرف بالنشار حرفة له كانت... وهو إنسان خير بارع فيها يحفظ الشاطبية».
2/ قال خير الدين الزركلي: «سراج الدين النشار: مقرئ شافعي مصري. والنشار حرفته له كتب».
3/ قال أبو الحسن النوري: «أبي حفص عمر بن قاسم الأنصاري شيخ العلامة القسطلاني».
4/ قال نجم الدين الغزي: «النشار المقريء صاحب التآليف المشهورة».
5/ قال عبد الفتاح المصري: «وقد ألف كتاب المكرر فيما تواتر من القراءات السبع وتحرر... وهو من علماء القرن التاسع الهجري كما هو مثبت بكتابه المكرر، رحمه الله رحمة واسعة ورحمنا معه بفضله وكرمه آمين».

## مؤلفاته
1/ الوجوه النيرة في قراءة العشرة.
2/ القطر المصري في قراءة أبي عمرو البصري.
3/ البدور الزاهرة في القراءات العشر المتواترة.
4/ البدر المنير في شرح التيسير.
5/ المكرر في ما تواتر من القراءات السبع.

## وفاته
توفي عمر بن قاسم الأنصاري سنة 938هـ.

## أهمية العلم
1/ من العلماء المكثرين من التأليف في علوم القرآن.
2/ تميز وبروز أحد تلاميذه وهو الشهاب القسطلاني شارح صحيح البخاري.
3/ تعدد البيئات العلمية التي ارتحل إليها؛ فقد تتلمذ على علماء مصر، ورحل إلى الحرمين وكذلك بيت المقدس.